# Jacques Cœur

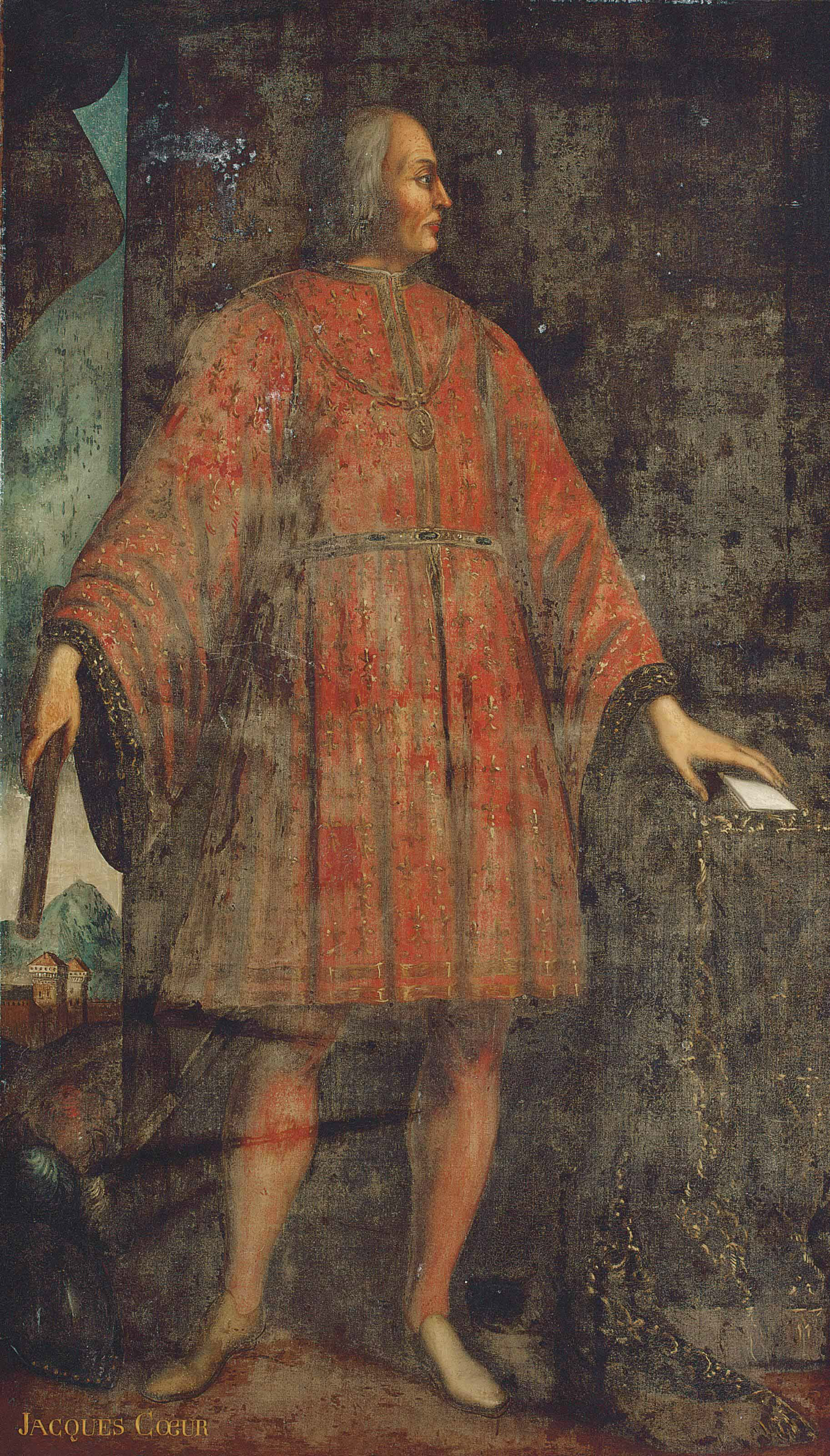
Jacques Cœur

Jacques Cœur (Bourges, 1395 - Chios, 25 de novembro de 1456) foi um comerciante francês, grande ourives de Carlos VII.

## Biografia
Como empresário, enviou seus navios por todo o mundo então conhecido, constituindo a fortuna mais considerável da Europa. Suas relações comerciais mais importantes eram com os países do Levante, Espanha e Itália e sua rede comercial estava baseada em Avignon, Lyon, Limoges, Rouen, Paris e Bruges, com atividades que iam desde bancos, até câmbio, até minas.

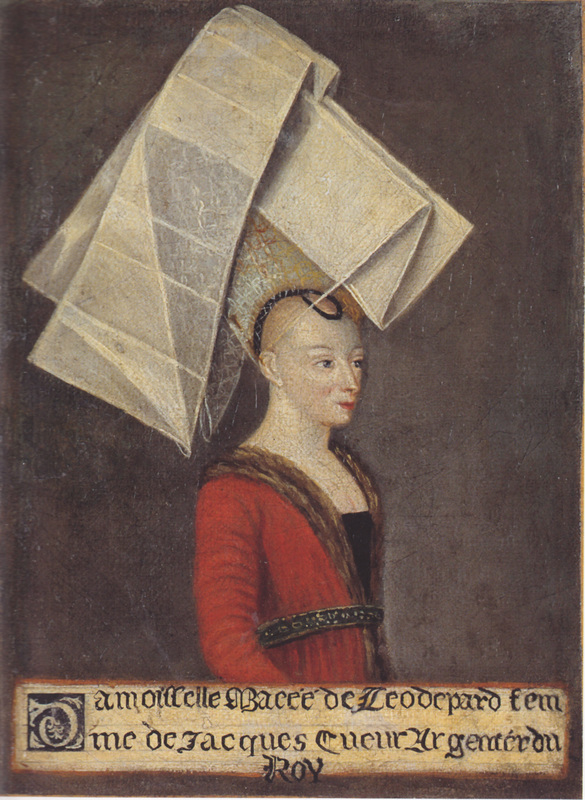
Macée de Léodepart, esposa de Jaques Cœur

A vida do filho deste coureiro mudou em 1418, quando se casou com a neta do mestre da casa da moeda de sua cidade natal, que o apresentou à corte do futuro Carlos VII, onde obteve a proteção da favorita Agnès Sorel.

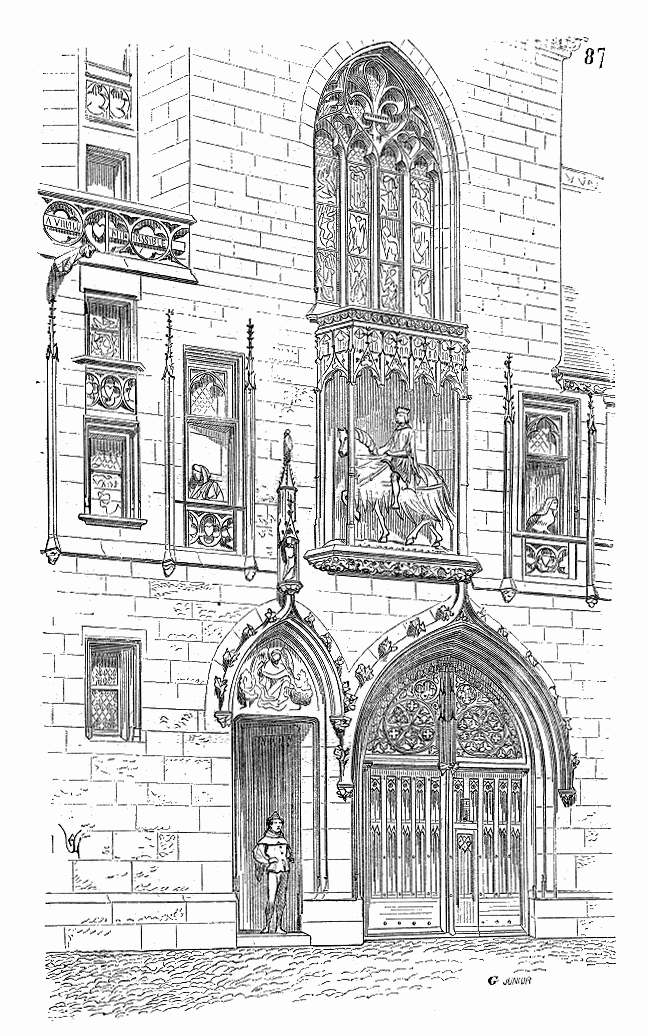
Portão do Palácio Jacques Cœur, em Bourges

Em 1432, voltando de Damasco, Jacques Cœur desembarcou em Languedoc durante uma grande epidemia de peste. Ele lançou as bases para o comércio com o Levante: em breve sua frota servirá todo o Mediterrâneo. Como centro de seus negócios, escolheu Montpellier, atraído pela vivacidade cultural da cidade e por suas ligações com os países árabes. Ele acumulou uma fortuna imensa: comprou palácios esplêndidos, trinta senhorios e emprestou dinheiro ao próprio rei. Carlos VII fez dele seu ourives (tesoureiro de suas propriedades) e o enobreceu em 1441. O rei confiou-lhe inúmeras missões diplomáticas, e recorreu mais de uma vez à sua ajuda financeira: em 1448, Jacques Coeur emprestou-lhe 200 000 escudos de ouro. Ocupou cargos oficiais (mestre da casa da moeda em 1436, ourives do rei em 1439, conselheiro do rei em 1442, fiscal de impostos em 1443), contribuiu para a reabilitação da casa da moeda e convocou o Parlamento de Toulouse em 1443.
Mandou construir um suntuoso palácio em Bourges, além de colégios em Paris, Montpellier e Bourges. Seu lema, A vaillans cuers riens impossível (francês arcaico: Para corações valentes nada é impossível), ainda é conhecido hoje.
Jacques Cœur era muito invejado por sua riqueza e seus inimigos e seus invejosos tiveram oportunidade de agir após a morte da padroeira Agnès Sorel, quando o rei o abandonou à ganância dos cortesãos.
Acusado de crimes imaginários, absolvido da acusação de envenenamento, foi preso por peculato em 1451, condenado à prisão, com seus bens confiscados; um decreto poupou-lhe a pena de morte, por serviços prestados. Em 1454 escapou da prisão e fugiu para Roma, onde o Papa Calisto III lhe confiou a liderança de parte da frota que armou contra os turcos. Jacques Cœur adoeceu durante a campanha, morrendo na ilha grega de Chios em 1456.

Sua memória foi reabilitada por Luís XI.

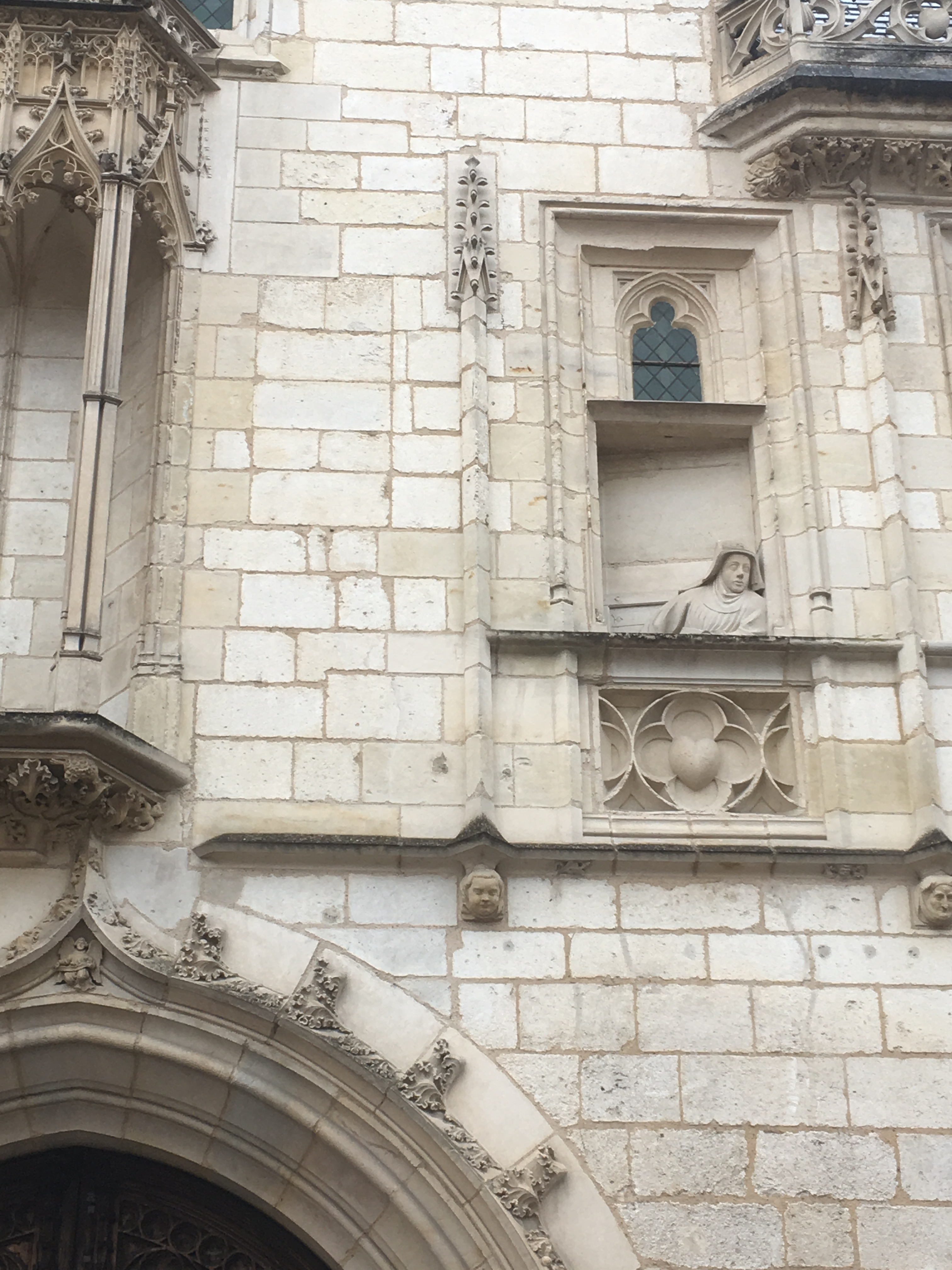
Macée de Léodepart na fachada do Palais Jacques Cœur, século XV.
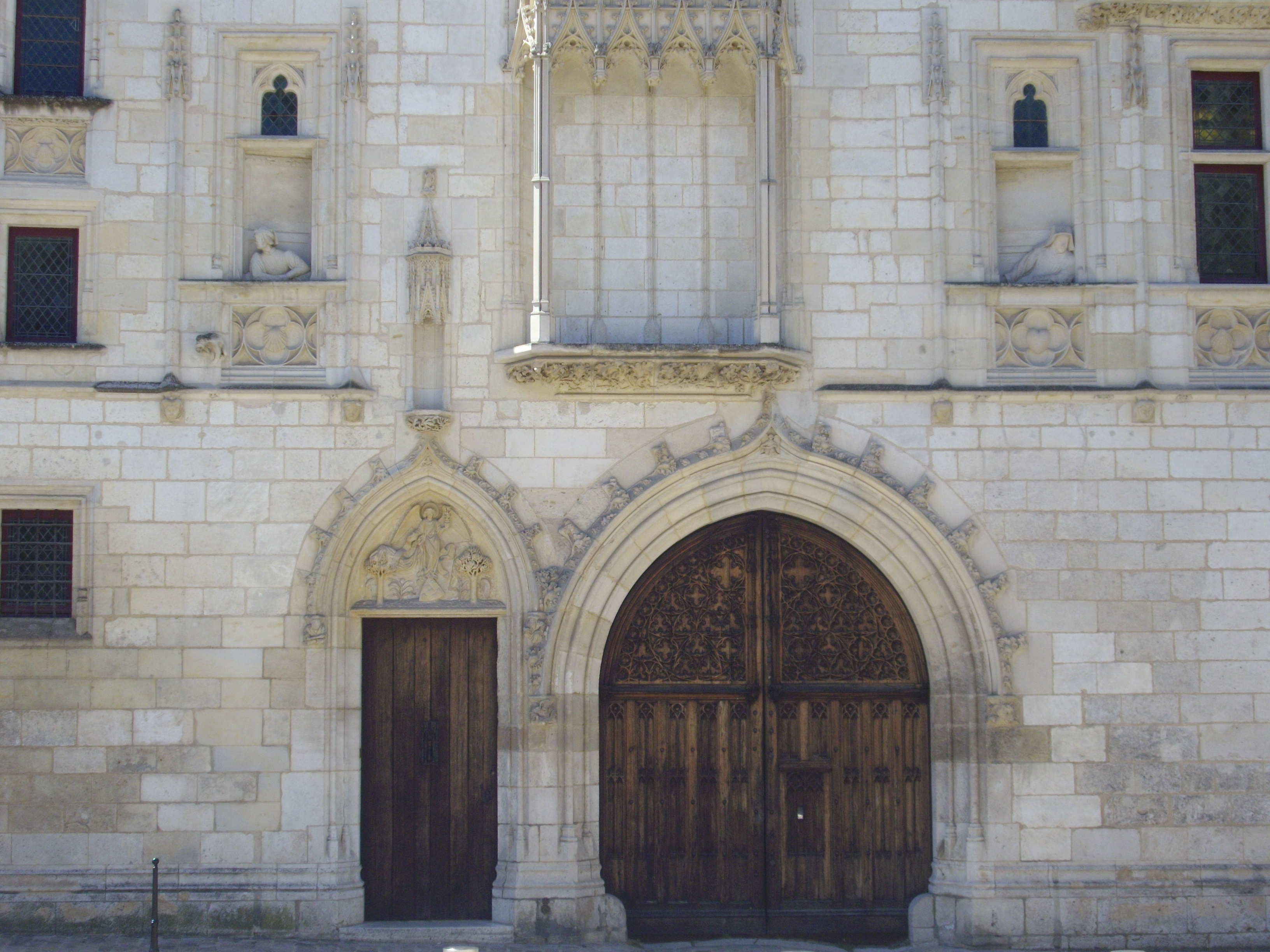
Estátuas de parede de Jacques Cœur e Macée olhando pelas janelas do prédio